# Ковалёво (Ленинградская область)
Ковалёво — посёлок во Всеволожском районе Ленинградской области России. Входит в состав Всеволожского городского поселения (МО «Город Всеволожск»).

## История
Современный посёлок Ковалёво возник в середине XX века в результате слияния посёлка Новое Ковалёво и деревни Смо́льная, стоящих соответственно по правому и левому берегам реки Зинько́вка, но поселения на его месте существовали гораздо раньше.
В начале XIX века на землях между современными Дорогой жизни и железнодорожной линией была обустроена мыза Новокрасная с принадлежащими ей деревнями: Анненская и Смольная. Владел мызой генерал от инфантерии А. Д. Балашов (Балашёв) (24.07.1770 — 20.05.1837).
Под названием Новая она упоминается на «Карте окружности Санкт-Петербурга» 1810 года.
В 1838 году от мызы отмежевалась Янинская пустошь.

НОВОКРАСНАЯ — деревня, принадлежит наследникам генерала от инфантерии Александра Балашова, жителей 29 м. п., 26 ж. п. (1838 год)

На Плане генерального межевания Шлиссельбургского уезда упоминается как мыза Ново-Красново.
В 1856 году мыза Новокрасная принадлежала тайной советнице Анне Степановне Ковалевской.

НОВО-КРАСНАЯ — мыза г. Ковалевской, по просёлкам, 6 дворов, 42 души м. п.

АННИНСКАЯ — деревня г. Ковалевской, по просёлкам, 12 дворов, 34 души м. п. (1856 год)

Число жителей смежных деревень Ковалевская (Анненская) и Смоленская по X-ой ревизии 1857 года: 74 м. п., 70 ж. п., всего 144 человека
В 1860 году деревня Анненская была во владении действительного статского советника М. Е. Ковалевского. На карте 1860 года обозначена деревня Смольная, состоящая из тридцати одного дома. В XIX веке, река Зиньковка имела другое название — ручей Смольный (ручей Смольно́й), что и дало название деревне. Название деревни менялось несколько раз.
В том же году на приобретённых 750 десятинах земли, произошло основание выходцами из Новосаратовской волости немецкой колонии Ковалёво в мызе Новокрасная и рядом с ней колонии Смольная в деревне Анненская. Всего было приобретено 18 участков от 9 до 50 десятин каждый. Первыми покупателями были немецкие колонисты: Христиан Райх, Адам Шмит, Христиан Иккерт, Адам Эйдемиллер, Фридрих Эйкстер и Яков Штерн.

НОВОКРАСНАЯ — мыза владельческая, при речке Лубье, 1 двор, 11 м. п., 5 ж. п.;

НОВОКРАСНАЯ — деревня владельческая, при речке Лубье, 15 дворов, 54 м. п., 54 ж. п.;

АННИНСКАЯ (СМОЛЬНАЯ) — колония немецкая, при речке Лубье, 12 дворов, 20 м. п., 34 ж. п. (1862 год)

На карте 1863 года деревня Смольная названа — Смоленская.
В 1872 году, согласно материалам по статистике народного хозяйства Шлиссельбургского уезда, мыза Новокрасненская площадью 529 десятин была приобретена за 38 000 рублей потомственным почётным гражданином Чесноковым. В том же году в колонии Ковалёво был открыт деревянный молитвенный дом, приписанный к Новосаратовскому лютеранскому приходу.
В 1878 году в двух верстах от мызы Новокрасной была отмежована мыза Красная площадью 51 десятина 1200 кв. саженей. Владельцем мызы являлся лужский купец Карл Васильевич Берлиц. После смерти К. В. Берлица мыза перешла во владение его вдовы, которая к 1917 году распродала её по частям.
Согласно подворной переписи 1882 года в деревне Ковалевская (Анненская) проживали 11 семей, число жителей: 29 м. п., 30 ж. п., разряд крестьян — собственники, а также пришлого населения 3 семьи, в них: 13 м. п., 3 ж. п.; в смежной деревне Смоленская проживали также 11 семей, число жителей: 31 м. п., 36 ж. п., разряд крестьян — собственники, всего 126 человек. В колонии Ковалевская (Смоленская) проживали 17 семей в 17 домохозяйствах, число жителей: 54 м. п., 52 ж. п. — все лютеране; основные посевные площади у колонистов занимал картофель, а также овёс и в меньшей степени рожь; в хозяйстве у них числилось 32 лошади и 31 корова.

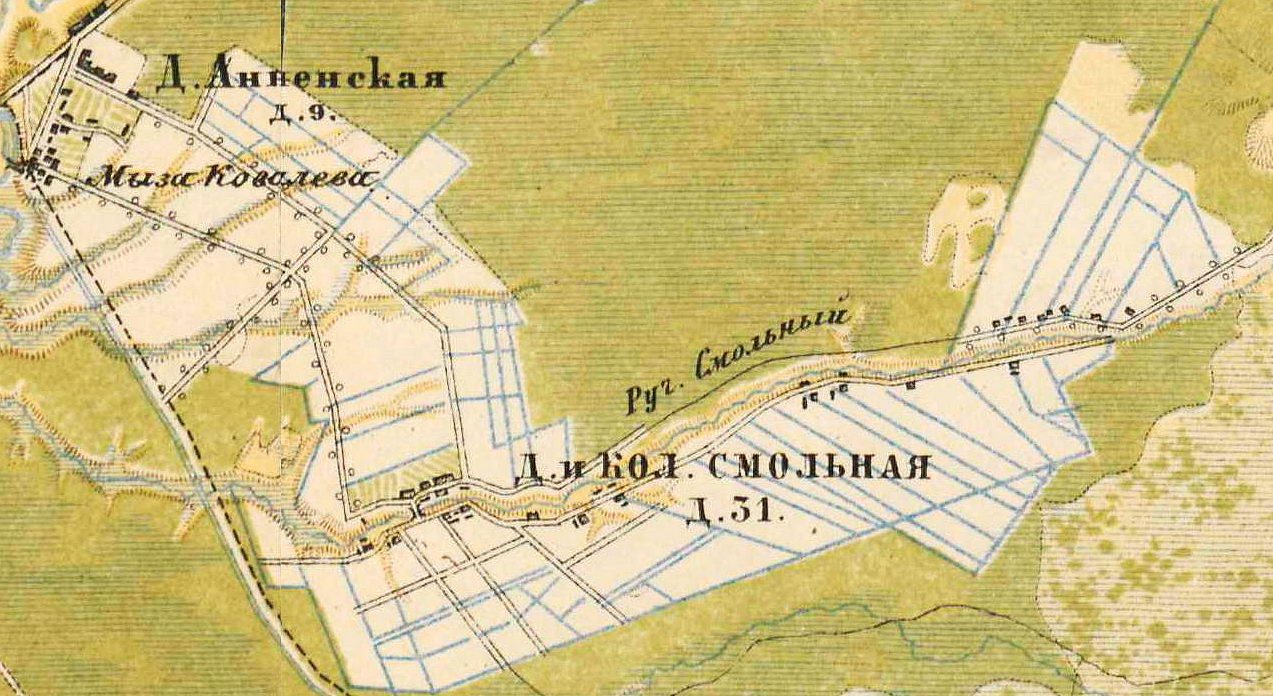
Деревня Анненская, мыза Ковалёво, деревня и колония Смольная на карте 1885 года

НОВОКРАСНАЯ (КОВАЛЕВА) — деревня бывшая владельческая Рябовской волости, дворов — 12, жителей — 61; Лавка, трактир. (1885 год)

По данным 1889 года мызой Новокрасненская владела наследница потомственного почётного гражданина Чеснокова А. А. В имении у неё было 14 лошадей и 4 коровы, а также ягодный сад, дававший клубники и земляники на 1000 рублей в год. Пять десятин пашни с домом она сдавала в аренду одному поселенцу за 100 рублей в год, усадьбу сдавала кузнецу за 33 рубля в год. Имением управляла сама с одним помощником.
В 1893 году, согласно карте Шлиссельбургского уезда, деревня Смольная насчитывала 12, колония Смольная — 16, а деревня Ковалёво (Анненская) — 28 крестьянских дворов.

КОВАЛЁВО — посёлок, заселен колонистами Новосаратовской волости.

НОВО-КРАСНАЯ (КОВАЛЕВО) — мыза, при р. Лубье, при земском тракте и Ириновской жел. дороге 1 двор, 29 м. п., 16 ж. п., всего 45 чел. при деревне Ковалеве.

НОВОКРАСНАЯ (КОВАЛЕВО) — деревня, на земле Новокрасненского сельского общества при линии Ириновской жел. дороги и при губернском земском тракте от Рябова на С.Пб

АННЕНСКАЯ (СМОЛЬНАЯ) — деревня, на земле Новокрасненского сельского общества при проселочной дороге от деревни Новокрасненской (Ковалеве) в колонию Смольную при р. Лубья 15 дворов, 32 м. п., 34 ж. п., всего 66 чел., вблизи колонии Смольная, колонистов Новосаратовской волости.

КОВАЛЁВА — станция Ириновской ж. д. для приема и высадки пассажиров, на земле Главного артиллерийского полигона, арендованной бароном Корфом, при р. Лубья, 1 двор, 3 м. п., 1 ж. п., всего 4 чел. смежно с селением Ковалеве.

ПОСЁЛОК АРЕНДАТОРОВ — при деревне Ковалеве на земле наследников Чеснокова при земском тракте и Ириновской жел. дороге, при р. Лубье 5 дворов, 23 м. п., 19 ж. п., всего 42 чел. кузница.

ГОСТИНИЦА ЛЕОНТЬЕВА при деревне Ковалеве — при Ириновско-Шлиссельбургской жел. дороге, земском тракте и р. Лубье 1 двор, 9 м. п., 4 ж. п., всего 13 чел. мелочная лавка. (1896 год)

В 1900 году мыза Ново-Красная площадью 525 десятин принадлежала потомственным почётным гражданам Михаилу, Николаю и Сергею Чесноковым.
В 1904 году в колонии Ковалёво было 110 прихожан.

КОВАЛЁВО — селение Новосаратовского сельского общества Новосаратовской волости, число домохозяев — 12, наличных душ — 70; Количество земли — 120 дес. собственная. (1905 год)

В конце XIX — начале XX века колония, мыза и деревня административно относились к Рябовской волости 2-го стана Шлиссельбургского уезда Санкт-Петербургской губернии.
В 1905 году мыза Новокрасная также была размером 525 десятин. Ею совместно владели: Чесноков Сергей Николаевич — потомственный почётный гражданин, Гефель Вера Николаевна — жена личного почётного гражданина и Серебренникова Александра Николаевна — вдова почётного гражданина.
В 1909 году в деревне Смольная было 12 дворов, в колонии Смольная — 16 дворов, в деревне Анненская с колонией Ковалёво — 28 дворов.
До революции в Ковалёве основными промыслами были огородничество и копание камня: «…на мызе Новокрасненской (наследников А. А. Чеснокова) отмечен ягодный сад, из которого клубники и земляники продавали на 1000 рублей. Копание камня производилось … в деревнях Ковалёве и Смолино. Камень поставлялся на пороховые заводы».
В 1914 году в посёлке Ковалёво работала земская школа (Ковалёвское училище), учителем в которой был Николай Васильевич Андреев, а также Смольно-Ковалёвская одноклассная лютеранская церковно-приходская школа — учитель И. К. Карлсон. Рядом в Анненской была и православная одноклассная церковно-приходская школа, заведующим в ней был протоиерей А. А. Вашневский, учителем — Е. А. Вашневская. На карте 1914 года обозначена только колония Смольная.
В 1917 году молитвенный дом был перестроен в кирху.
По данным Рябовского продовольственного комитета на начало 1918 года в деревне Ковалёво проживал 171 человек, в колонии Смольная — 169.

НОВО-КОВАЛЁВО — деревня, Ново-Ковалёвского сельсовета, 19 хозяйств, 82 души.

Из них русских — 17 хозяйства, 77 душ; немцев — 2 хозяйства, 5 душ;

СМОЛЬНАЯ — колония, Ново-Ковалёвского сельсовета, 37 хозяйств, 171 душа.

Из них русских — 5 хозяйств, 14 душ; финнов-суоми — 1 хозяйство, 6 душ; немцев — 30 хозяйств, 146 душ; эстов — 1 хозяйство, 5 душ.

СМОЛЬНАЯ — деревня, Ново-Ковалёвского сельсовета, 28 хозяйств, 115 душ.

Все русские. (1926 год)

По другим данным в 1926 году в колонии Ковалёво (Новокрасная) проживало 180 человек, из них все российские немцы; в колонии Смольная (Анненская) — 207 человек, все российские немцы.

Новое Ковалёво, колхоз «Ударник», деревня и колония Смольная на карте 1931 года
Старое Ковалёво на карте 1931 года

Согласно топографической карте 1931 года деревня Смольная насчитывала 27 дворов, в деревне был организован колхоз «Ударник», колония Смольная насчитывала 30 дворов, деревня Новое Ковалёво — 17, деревня Старое Ковалёво — 20.
В 1933 году кирха была закрыта и передана под клуб.
В 1938 году население деревни Новое Ковалёво составляло 215, колхоза Смольная — 237 и деревни Смольная — 216 человек.

НОВОЕ КОВАЛЁВО — деревня, Всеволожского сельсовета, 219 чел.

СМОЛЬНОЕ — колония, Всеволожского сельсовета, 326 чел.

СМОЛЬНОЕ — деревня, Всеволожского сельсовета, 220 чел. (1939 год)

14 апреля 1939 года «деревня Ковалёво и колония Смольная» вошли в состав Красногорского сельсовета с административным центром в деревне Красная Горка.
В 1940 году деревня Смольная насчитывала 46 дворов, Новое Ковалёво — 31 двор, Старое Ковалёво — 20 дворов.
В 1941 году южнее и смежно с деревней Смольная был построен военный аэродром «Смольное», на нём базировались истребители. Но аэродром также связывал Ленинград с «Большой землёй» как воздушный мост для доставки продовольствия и эвакуации населения. После войны использовался как аэропорт, с 1976 года носит название Ржевка, был закрыт в 2007 году, возрождён в 2015 и снова прекратил работу в 2016, сейчас присутствует лишь вертолётная площадка.
Согласно справке от 23 августа 1941 года в немецком колхозе «Ударник» (дер. Ковалёво) объединялись: 27 немецких семей — 84 чел.; 27 финских семей — 60 чел.; 10 русских семей — 42 чел.; 2 эстонских семьи — 8 чел. Всего 66 семей — 194 человека. По другим данным за 1941 год в колонии Ковалёво (Новокрасная) проживало 194 человека из них 84 российских немца, а колония Смольная (Анненская) была ликвидирована, считалось, что её жители враждебно относятся к советской власти, и что колония «кишит шпионами».
В 1942 году российские немцы колонии Ковалёво были депортированы в спецпоселения в другие регионы СССР.
На карте 1942 года поселение на правом берегу реки Зиньковки до станции Ковалёво, в отличие от левобережной деревни Смольной, называется посёлок Новое Ковалёво. Есть и Старое Ковалёво у Дороги жизни — бывшая деревня Анненская.
1 января 1950 года к посёлку Новое Ковалёво была присоединена деревня Смольная и вновь образованный посёлок стал называться, как и находящаяся в нём станция железной дороги — Ковалёво.
В 1954 году население колонии Смольная составляло 1344 человека.
1 декабря 1955 года колония Смольная (Старое Ковалёво) вошла в состав Калининского (совр. Красногвардейского) района Ленинграда (улица Окраинная).
По административным данным 1966, 1973 и 1990 годов посёлок Ковалёво находился в подчинении Всеволожского горсовета.
В 1997 году в посёлке проживали 398 человек, в 2007 году — 224.

## География
Посёлок расположен в юго-западной части района на автодороге 41К-064 «Дорога жизни» (Санкт-Петербург — Морье). На западе смежно с границей Санкт-Петербурга, на юге смежно с недействующим аэропортом «Ржевка», на севере смежно с линией Ириновского направления Октябрьской железной дороги и платформой Ковалёво.
Расстояние до административного центра поселения 6 км.
Через посёлок протекает река Зиньковка, приток Лубьи. По южной границе посёлка протекает река Лапка.

## Демография
| 1862 | 2007 | 2010 | 2017 |
| ---- | ---- | ---- | ---- |
| 162  | ↗224 | ↗272 | ↘202 |

### Национальный состав
Согласно данным Всероссийской переписи населения 2021 года в посёлке проживали 616 человек, из них
 русские — 253, армяне — 5, таджики — 2, татары — 1, другие национальности — 1 человек, остальные национальность не указали.

## Административное подчинение
Деревня Ново-Ковалёво:
- с 1 марта 1917 года — в Ковалёвском сельсовете Рябовской волости Шлиссельбургского уезда.
- с 1 февраля 1923 года — в Ковалёвском сельсовете Рябовской волости Ленинградского уезда.
- с 1 февраля 1924 года — в Ковалёвском сельсовете Ленинской волости.
- с 1 августа 1927 года — в Ново-Ковалёвском сельсовете Ленинского района Ленинградского округа.
- с 1 ноября 1928 года — в Пороховском сельсовете Ленинского района Ленинградского округа.
- с 1 августа 1930 года — во Всеволожском сельсовете Ленинградского Пригородного района Ленинградской области.
- с 1 августа 1936 года — во Всеволожском сельсовете Всеволожского района.

Деревня Ковалёво:
- с 1 января 1950 года — в Красногорском сельсовете Всеволожского района.
- с 1 марта 1959 года — во Всеволожском поссовете Всеволожского района
- с 1 февраля 1963 года — во Всеволожском горсовете[44].

## Микрорайон Ковалёво

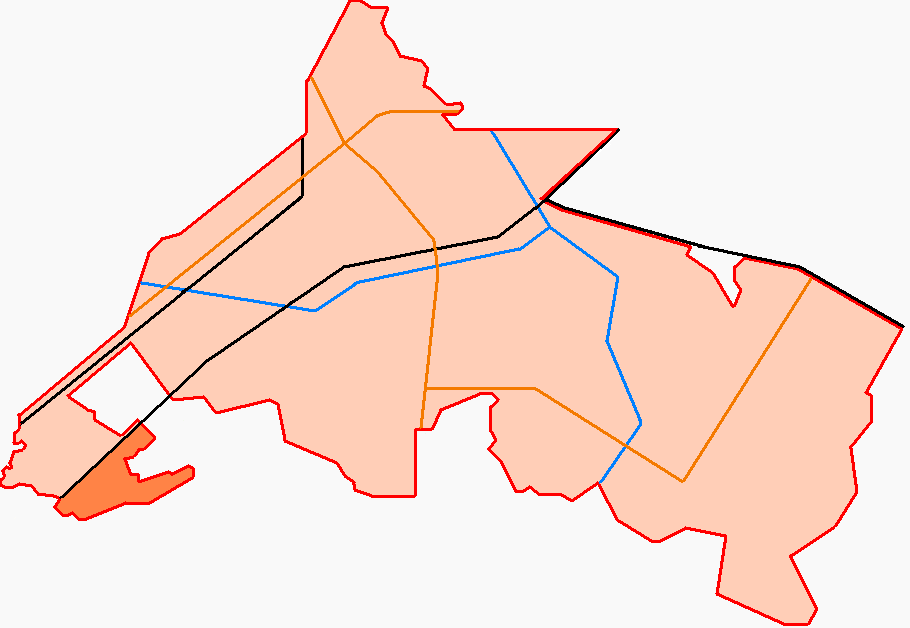
Микрорайон Ковалёво на карте Всеволожска

С 1994 года посёлок находится в черте города Всеволожска и его административном подчинении, как микрорайон, но в связи с отсутствием закона об упразднении населённого пункта, формально является таковым.
| Ближайшие микрорайоны | Ближайшие микрорайоны | Ближайшие микрорайоны       |
| --------------------- | --------------------- | --------------------------- |
| Северо-запад:         | Север: Приютино       | Северо-восток: Бернгардовка |
| Запад:                |                       | Восток: Красная Поляна      |
| Юго-запад:            | Юг:                   | Юго-восток:                 |

Объектов промышленности и сельского хозяйства нет. В окрестностях посёлка ведётся активное коттеджное строительство.
Ранее в Ковалёве находилась могила Героя Советского Союза лётчика И. М. Шишканя, 9 августа 2022 года он был перезахоронен на Братском кладбище города Всеволожска на Румболовской горе.

## Улицы
1-й проезд, 1-я Жилая, 2-я Жилая, 3-я Жилая, 4-я Жилая, 5-я Жилая, 6-я Жилая, 7-я Жилая, 8-я Жилая, 9-я Жилая, 10-я Жилая, 11-я Жилая, Береговая, Большая, Гаражный переулок, Деревенская, Заречная, Лесная, Малая, Меридианная, Подъездная, Поперечная, Речная, Старое Ковалёво, Центральная, Широтная.